# ホワイト・ハート・レーン
ホワイト・ハート・レーン（White Hart Lane）は、イングランド、ロンドン、ハーリンゲイ・ロンドン特別区のトッテナムにあった全面座席スタジアム。開場以来16-17シーズンまでトッテナム・ホットスパーFCのスタジアムとして使用された。収容人数は36,310。

## 概要
1899年、トッテナム・ホットスパーがノーサンバーランド・パークから移転して以来、2017年に至るまでホームスタジアムとして使用されていた。
2017年5月14日、ビクター・ワニアマとハリー・ケインのゴールで2-1で勝利したマンチェスター・ユナイテッドFC戦を最後に閉場、翌日に取り壊しとなり約118年の歴史に幕を閉じた。
2017-18シーズンはウェンブリー・スタジアムをホームスタジアムとして使用したのち、2018-19シーズンより新たなホームスタジアムトッテナム・ホットスパースタジアムを使用する。
なお2017-18シーズンはホームでのゲームは全てウェンブリー・スタジアムで行われる。

## スタンド
ウェスト・スタンド (West Stand)、メインスタンド。スタンドは全体を通して2層構造となっている。収容人数、座席数ともに6,890。
ノース・スタンド (North Stand)、ホームサポーター席のあるゴール裏スタンド。収容人数、座席数ともに10,086。
イースト・スタンド (East Stand)、バックスタンド。収容人数、座席数ともに10,691。なおイースト・スタンド中に二本の柱があるため、視界を遮られる座席もある。
サウス・スタンド (South Stand)、アウェーサポーター席が設定されているゴール裏スタンド。収容人数、座席数ともに8,573。